# Camorra (1986)
Camorra ist ein sozialkritischer italienischer Spielfilm von Lina Wertmüller (Regie und Drehbuch) aus dem Jahr 1986, vom Genre her eine Tragödie. Er spielt im Umfeld der Camorra und des Heroin-Handels in Neapel.

## Handlung
Die frühere Prostituierte Annunziata versucht, als Besitzerin einer Pension ein legales Leben zu führen und ihren Sohn aus den kriminellen Machenschaften der Camorra herauszuhalten. Eines Tages versucht der Verbrecher Baba Rocco, nicht nur bei ihr Geld einzutreiben, sondern auch, sie zu vergewaltigen. Sie wehrt sich, und während des Kampfes wird Baba plötzlich von hinten erschossen. Der Mörder steckt ihm außerdem eine Spritze in den Hoden. Die Polizei ermittelt im Tanzclub von Toto, der in Annunziata verliebt ist und versucht, ihr beim Kampf gegen die Camorra zu helfen. Er rettet Annunziatas Sohn, als zwei Dealer versuchen, ihn heroinabhängig zu machen. Annunziatas Ex-Freund Frankie, Vater ihres Sohnes, begehrt sie noch immer und versucht vergeblich, sie in ein letztes großes Rauschgiftgeschäft zu verwickeln, mit dessen Erlös er sich mit ihr zusammen im Ausland zur Ruhe setzen will. Frankies Geschäftspartner ist der Bauunternehmer Tony. Dessen Frau Carmela ahnt nichts von den Verstrickungen ihres Mannes. Auch sie wehrt sich gegen die Camorra, seit ihr Sohn durch Heroin umgekommen ist. Frankie und Tony kommen mit ihren illegalen Geschäften dem Rocco-Clan in die Quere. Der alte Guaglione Rocco versucht, den Clan aus dem Rauschgifthandel herauszuhalten, aber er kann sich gegen seinen Sohn Tango nicht durchsetzen. Dieser hält Frankie für den Mörder seines Bruders und verhört Annunziata in seiner Villa. Während die Polizei die Villa stürmt, wird auch Tango von dem geheimnisvollen Mörder ermordet. Es kommt zum Showdown. In der Schlussszene schüttet Guaglione einen Sack Heroin aus.

## Kritik
Das Lexikon des internationalen Films bemerkte: „Lebendig und sinnlich inszenierte Tragikomödie mit kriminalistischen Versatzstücken, die die Verfilzung verbrecherischer Machenschaften und männlich-rücksichtsloser Geltungssucht anprangert und in der Menschlichkeit und Würde der Frauen Hoffnung auf Veränderung entdeckt.“

## Auszeichnungen
- David di Donatello
  - Beste weibliche Schauspielerin: Ángela Molina
  - Beste Kamera: Giuseppe Lanci
  - Bestes Drehbuch: Lina Wertmüller und Elvio Porta[2]

- Nastro d’Argento
  - Beste weibliche Nebenrolle: Isa Danieli
  - Beste Musik: Paolo Conte und Tony Esposito

Die Deutsche Film- und Medienbewertung FBW in Wiesbaden verlieh dem Film das Prädikat besonders wertvoll. Auf der Berlinale 1986 wurde das Werk mit dem Leserpreis der Berliner Morgenpost ausgezeichnet.